# 巾着

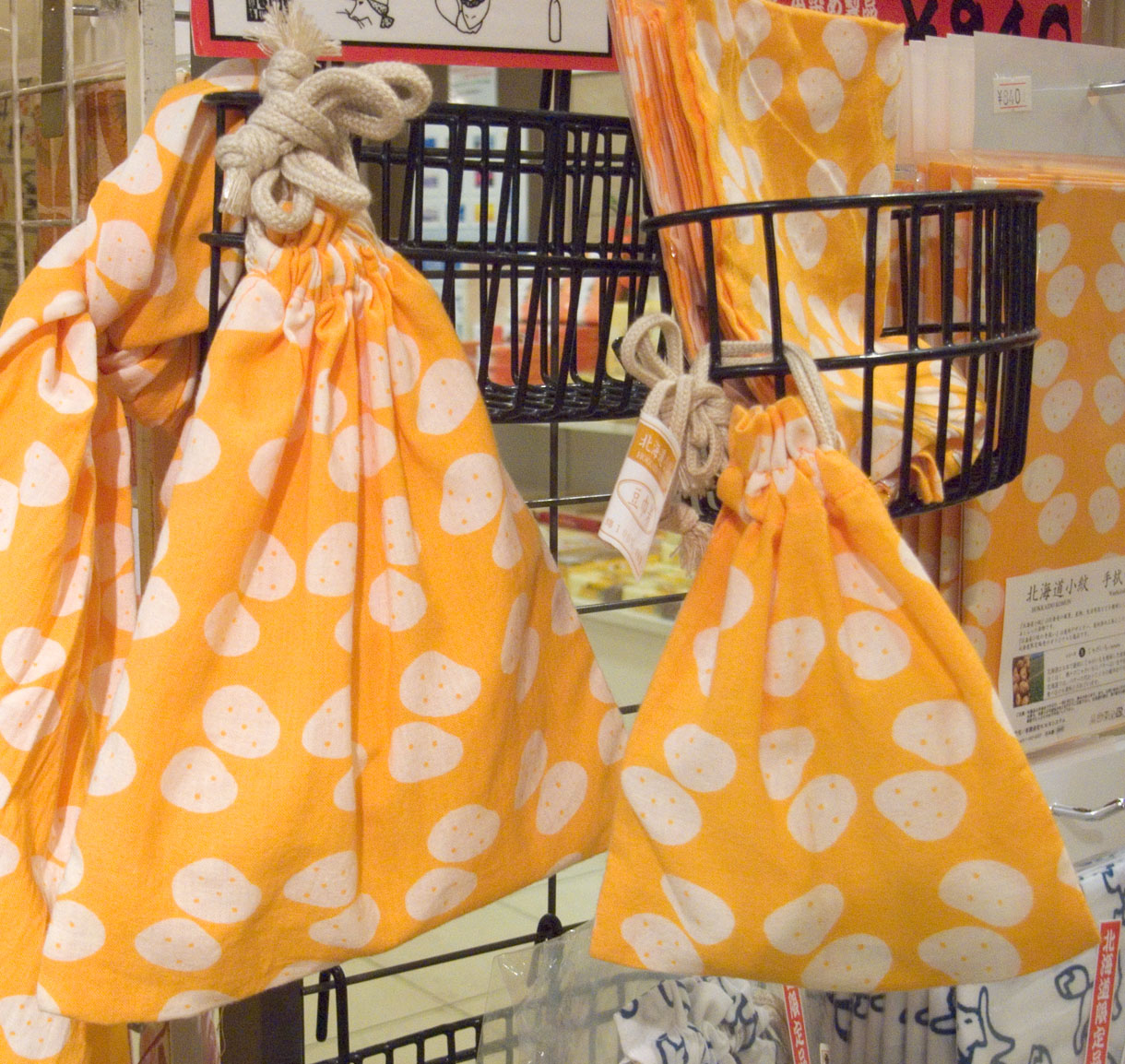
巾着

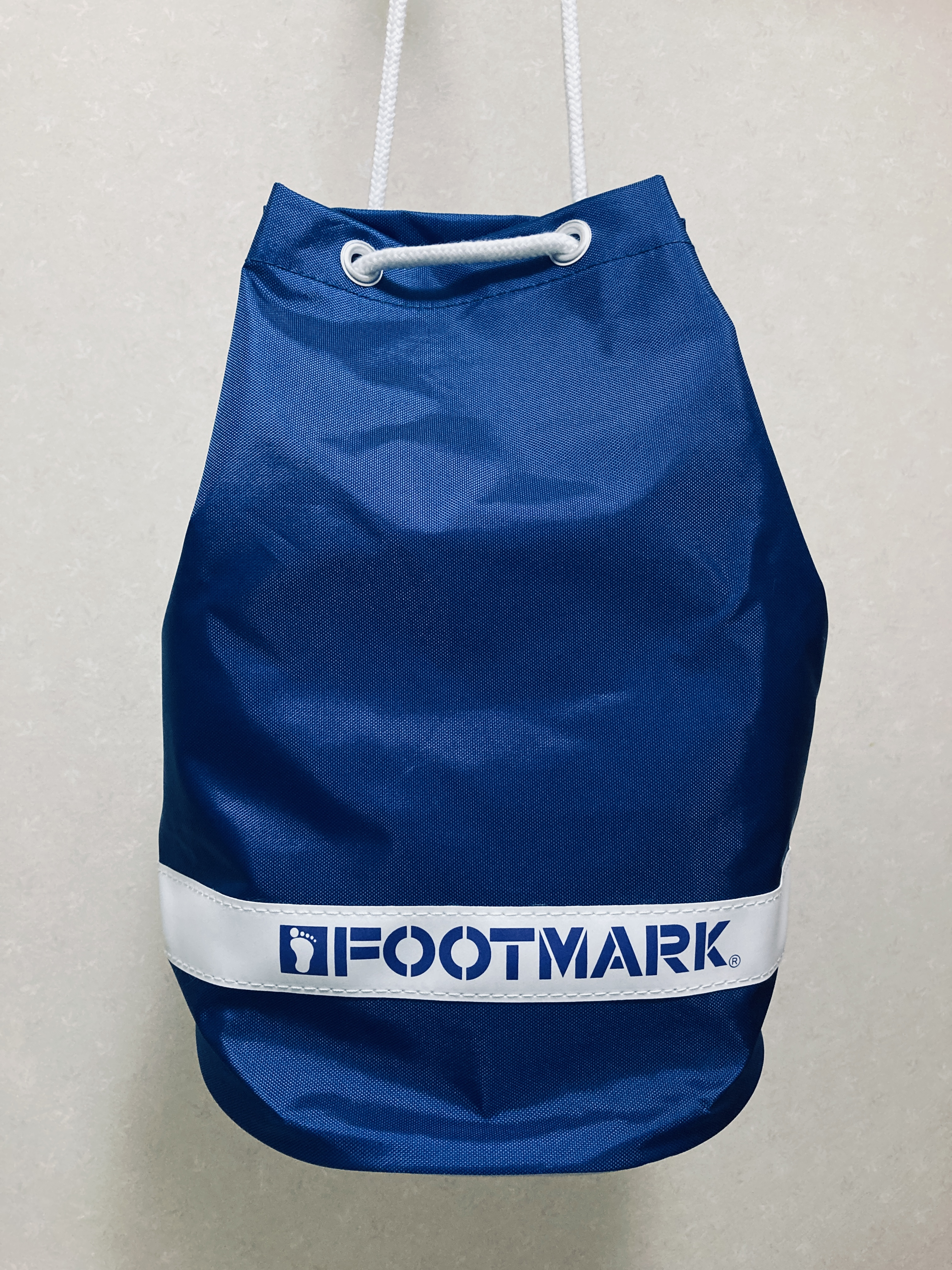
学校の水泳の授業で用いられる巾着状のバッグ

巾着（きんちゃく）とは、開口部を緒（お）で絞める袋のこと。
素材としては革、布、編物などがあり、それを袋状にして、その口（開口部）を緒（紐類）で絞めくくる。小物を入れるための袋物の一種。巾着袋（きんちゃくぶくろ）とも言う。巾着は日本古来の袋物であるが、形式はdrawstring bagと呼ばれるものにあたる。

## 概要
ものを出し入れする「口」の部分に紐が通してあり、その紐で「口」を絞るようにして閉じることができる袋を「巾着」と呼んでいる。素材としては、主に革・布・編物など。20世紀後半から人工素材のものが増えた。
用途としては、一般に、小物（小さなもの）を入れるために使われる。大人用では皮革や厚手の布のものをかばんとして使ったり、編物で柔らかく小さなものを作り、それに身の回りの小物を入れたり、財布などを入れるために使う。幼稚園・保育園や小学校などに通う子供には、薄い布製のものを与え、食器類（コップなど）や文房具などを入れるのに使わせるということが行われている。
手提げ型のハンドバックにアレンジした商品もある。
マチあり、マチなしともに巾着である。

## 歴史
池田光政の逸話にも巾着が登場する。ある日、家臣が珊瑚の緒締（おじめ）を紐につけた豪華な巾着をつけているのを見た。そのときは何も言わず、後日その家臣に対し「これは自分が手づくりした巾着である、出来がとても良いので、そなたに授けよう」と粗末な布で縫い、火箸で穴をあけただけのムクロジの実を緒締にした巾着を渡し、暗に倹約の励行を示したという。この話は、明治時代の修身の教科書などに掲載されている（「光政の巾着」などの題で掲載）。

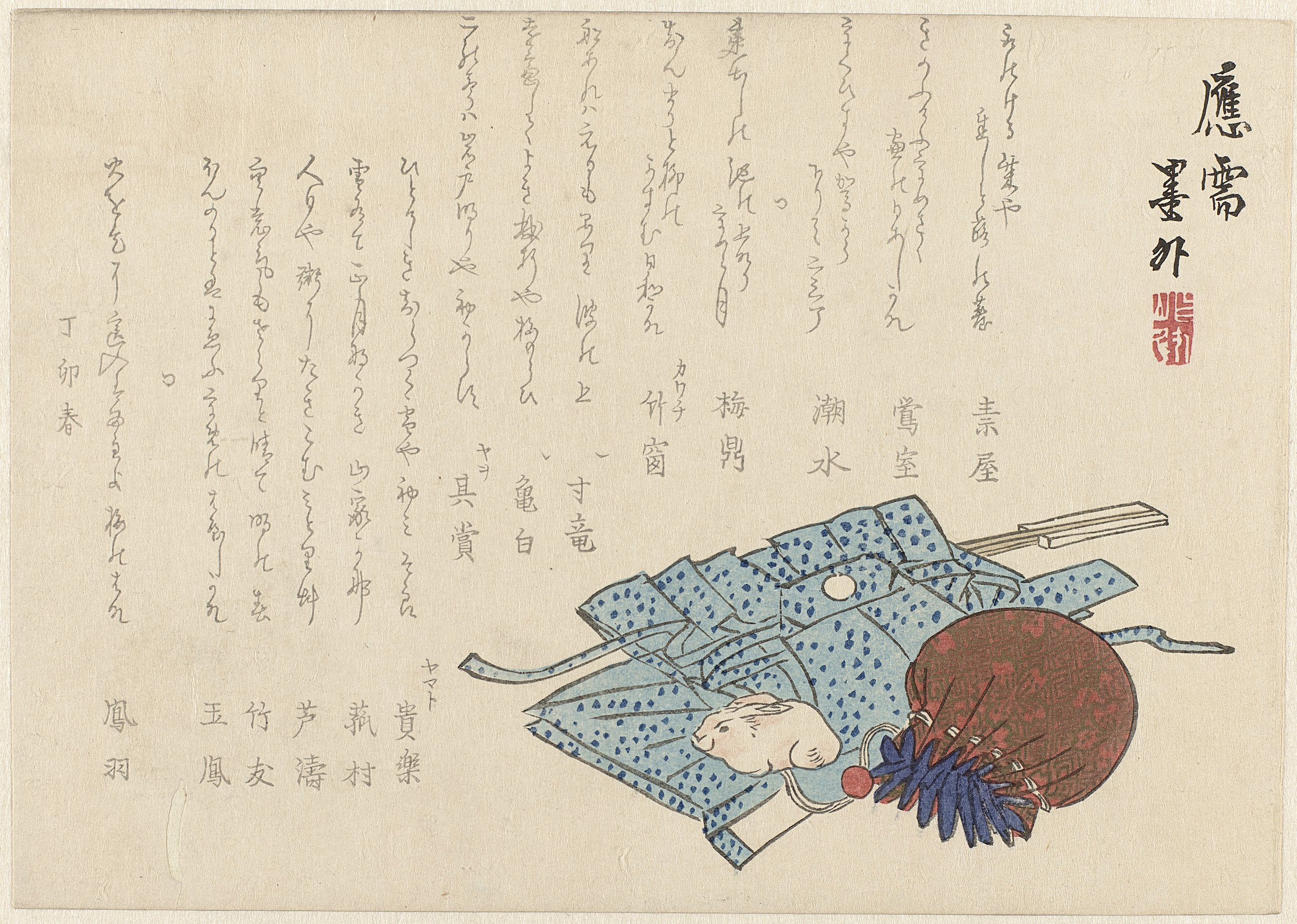
葛飾北斎、1849年

江戸時代後期の十返舎一九による滑稽本『東海道中膝栗毛』（二編）にも巾着は登場し、道中で「ごまのはい」に金を盗まれて困った弥次郎兵衛と喜多八が身に着けていた印伝革の巾着を、通りがかりの武士に300文で売りつけようとするが、足元を見られて安く買いたたかれてしまう、という記述がある。

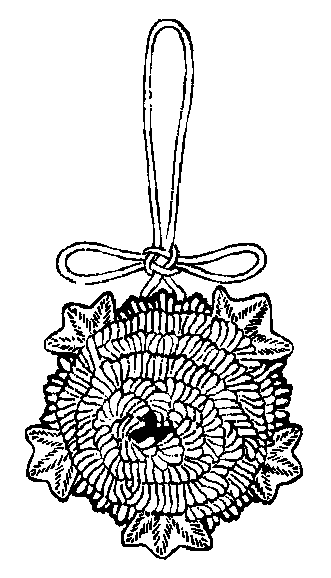
『編物教科書』（1905年）菊花編（きくかあみ）巾着

明治時代に出版された『編物教科書』には、編物の巾着の作り方が（和装の装飾品として）掲載されている。
明治時代に出版された書籍に掲載された情報によると、日本では昔、「守巾着（まもりきんちゃく）」と呼ばれるものもあって、これは中にお守りを入れて幼児に携行させた巾着袋である。麻の葉の模様や鶴・亀・菊など、巾着に使われる布地の模様や刺繍、紐の結び方などに魔除けや健康・長寿の意味をもたせたものが施されることもあったという。
明治から昭和にかけての日本の軍隊では、入営のときに用いられる必需品をおさめる袋である「奉公袋（ほうこうぶくろ）」「応召袋（おうしょうぶくろ）」あるいは兵隊たちに支給された「被服手入具（ひふくていれぐ）」を入れておく麻製の袋が巾着袋の形状をしていた。

## 比喩
- 日本では巾着を腰にぶらさげて持ち歩いていたので、それの比喩で、権力者などにべったりとくっついている人間のことを「腰巾着（こしぎんちゃく[6]）」と呼ぶ。 また、同様の意味で、ついでに旅行にまで同行することを「巾着旅行（きんちゃくりょこう）」と呼ぶ。
- 日本では巾着に金品類を入れたので、スリのことを「巾着切り（きんちゃくきり[7]）」と呼んだ。
- おでんなどの煮物料理に用いられる油揚げ加工品に「巾着」と呼ばれる食品がある。餅などが油揚げの中に入っており、口を干瓢などで巾着の口のように結ぶ。
- 「イソギンチャク（磯巾着）」。形状が似ているためそう呼ぶことになった。
- 「キンチャクソウ（巾着草）」やはり形状が似ているためそう呼ぶことになった。